# Sidhérotas
Sidhérotas är ett berg i Grekland.   Det ligger i prefekturen Nomós Rethýmnis och regionen Kreta, i den sydöstra delen av landet, 300 km söder om huvudstaden Aten. Toppen på Sidhérotas är 1 161 meter över havet, eller 663 meter över den omgivande terrängen. Bredden vid basen är 11,3 km.
Terrängen runt Sidhérotas är kuperad åt sydväst, men åt nordost är den bergig. Havet är nära Sidhérotas åt sydväst.Runt Sidhérotas är det ganska glesbefolkat, med 21 invånare per kvadratkilometer. Närmaste större samhälle är Agía Galíni, 12,5 km sydost om Sidhérotas. Trakten runt Sidhérotas består till största delen av jordbruksmark.